# Paulo Afonso Girardi Feijó
Nota:Para ver o deputado do Rio de Janeiro, ver Paulo Fernando Torres Feijó
Paulo Afonso Girardi Feijó (Porto Alegre, 11 de maio de 1958) é um empresário e político brasileiro, militante nos movimentos empresariais do Rio Grande do Sul. Filiado aos Democratas (DEM), entre 2007 e 2010 foi o vice-governador do RS, no governo Yeda Crusius.

## Carreira empresarial
Paulo Feijó é formado em administração de empresas pela Pontifícia Universidade Católica do Rio Grande do Sul (PUCRS).
Empresário, começou trabalhando na empresa da família, chamada Supermercado Econômico, que se originou de um armazém de secos e molhados, iniciado na década de 1930 pelo avô paterno, Afonso Paulo Feijó, no bairro Sarandi.
Foi eleito presidente da Federação das Associações Comerciais e de Serviços do Rio Grande do Sul (FEDERASUL) por duas vezes (2002-2004 & 2004-2006).
Presidente da Associação Gaúcha de Supermercados (AGAS) no período de 1990-1992 e reeleito em 1994-1996; presidente da Associação Brasileira de Supermercados (ABRAS) no período de 1994-1996 e reeleito para 1996-1998. Em abril deste ano recebeu o Troféu Líder 2007 durante "Fórum da Liberdade", promovido pelo Instituto de Estudos Empresariais.
Em 1994, Paulo Afonso Feijó foi eleito "Administrador do Ano" pelo Sindicado dos Administradores do Estado do Rio Grande do Sul. Em 1995, ele foi eleito um dos "Líderes e Vencedores" pela Assembléia Legislativa do Estado do Rio Grande do Sul e FEDERASUL. Também em 1995 foi eleito Líder Setorial pela Gazeta Mercantil. Em 98 foi homenageado pelo Movimento ECR Brasil e pela Associação Paulista de Supermercados (APAS).
Membro do Instituto de Estudos Empresariais (IEE) desde 1988 e fundador do Movimento ECR Brasil. Idealizou a Mercador em 1999 e é membro do conselho de administração da empresa.

## Carreira política
No ano de 2007, Paulo Afonso Feijó obteve alguns desentendimentos com o governo com o qual foi eleito, porém, no início de 2008, ele se entendeu novamente com a governadora Yeda Crusius.
No dia 6 de junho de 2008, Paulo Afonso Feijó divulgou gravações lícitas, porém não consentidas, do Chefe da Casa Civil, Cézar Busatto, que teria ido ao seu gabinete com uma proposta para obter o apoio do Vice-Governador. Nas gravações, Busatto admite a existência de corrupção em órgãos estaduais como o Banrisul e o Detran, que seriam usados como fontes para financiamento de campanha. Essa atitude do vice-governador deflagrou a maior crise política do governo Yeda Crusius, já resultou em várias demissões de membros de alto escalão do governo gaúcho e, também, levou o Senador do DEM, Heráclito Fortes, a defender a expulsão de Feijó do partido, o que acabou não acontecendo.
Feijó assumiu pela primeira vez o governo do Estado em 19 de março de 2008, quando a governadora Yeda viajou para os Estados Unidos e Canadá.

## Vida pessoal
Paulo Feijó é casado com Lisette Andreolla Feijó e tiveram duas filhas.
Em fevereiro de 2008, Feijó sofreu a perda de sua filha mais velha, Alessandra, em um acidente de carro na Capital.
Um mês depois da morte da filha, Feijó e sua esposa deram depoimentos sobre violência no trânsito no Painel RBS, no qual também esteve presente Diza Gonzaga, presidente da Fundação Thiago Gonzaga Ele tem uma outra filha chamada Aline.